# Yan Souto
Yan da Cruz Souto, noto semplicemente come Yan Souto (Campo Grande, 5 ottobre 2001), è un calciatore brasiliano, difensore del Criciúma in prestito dalla Juventude.

## Carriera
Dopo aver trascorso la prima parte della carriera nei campionati statali brasiliani, l'11 marzo 2022 viene acquistato dal Goiás, con cui esordisce il 13 marzo nell'incontro del Campionato Goiano vinto per 3-0 contro il CRAC. Il 19 giugno esordisce anche nel Brasileirão, disputando l'incontro perso per 1-0 contro il Corinthians.

## Statistiche

### Presenze e reti nei club
Statistiche aggiornate al 26 maggio 2023.
| Stagione        | Squadra            | Campionato      | Campionato | Campionato | Coppe nazionali | Coppe nazionali | Coppe nazionali | Coppe continentali | Coppe continentali | Coppe continentali | Altre coppe | Altre coppe | Altre coppe | Totale | Totale |
| Stagione        | Squadra            | Comp            | Pres       | Reti       | Comp            | Pres            | Reti            | Comp               | Pres               | Reti               | Comp        | Pres        | Reti        | Pres   | Reti   |
| --------------- | ------------------ | --------------- | ---------- | ---------- | --------------- | --------------- | --------------- | ------------------ | ------------------ | ------------------ | ----------- | ----------- | ----------- | ------ | ------ |
| 2021            | União ABC          | A/MS            | 12         | 0          |                 | -               | -               |                    | -                  | -                  |             | -           | -           | 12     | 0      |
| 2021            | Boston City Brasil | SD/MG           | 6          | 0          |                 | -               | -               |                    | -                  | -                  |             | -           | -           | 6      | 0      |
| 2022            | Floresta           |                 | -          | -          |                 | -               | -               |                    | -                  | -                  | CdN         | 5           | 0           | 5      | 0      |
| 2022            | Goiás              | PD/GO+A         | 5+8        | 0+1        | CB              | 2               | 0               |                    | -                  | -                  |             | -           | -           | 15     | 1      |
| 2023            | Goiás              | PD/GO+A         | 4+0        | 0          | CB              | 0               | 0               |                    | -                  | -                  | CV          | 1           | 0           | 5      | 0      |
| Totale carriera | Totale carriera    | Totale carriera | 35         | 1          |                 | 2               | 0               |                    | -                  | -                  |             | 6           | 0           | 43     | 1      |

## Palmarès

### Club

#### Competizioni nazionali
- Campeonato Brasileiro Série B: 1

Vitória: 2023

#### Competizioni statali
- Campionato Alagoano: 1

CRB: 2025